# 페로브스카이트
페로브스카이트(perovskite)는 티탄산 칼슘(CaTiO3)으로 이루어진 칼슘 타이타늄 산화광물이다. 이것의 이름을 빌려서 CaTiO3 (XIIA2+VIB4+X2−3)와 같은 형식의 결정 구조로 이루어진 것을 페로브스카이트 구조로 분류한다. 여러 다른 양이온이 이 구조에 들어갈 수 있어서 다양한 재료 공학 물질로의 개발이 가능하다.

## 역사
이 광물은 1839년에 구스타프 로즈(Gustav Rose)에 의해 러시아의 우랄 산맥에서 발견되었으며, 러시아의 광물학자인 레브 페로브스키(Lev Perovski, 1792-1856)의 이름을 따서 명명되었다.
페로브스카이트 결정 구조는 1926년 Victor Goldschmidt의 저항 인자(tolerance factor) 연구에서 처음으로 서술되었다. 나중에 Helen Dick Megaw가 티탄산 바륨의 X선 회절 자료로부터 그 결정 구조를 1945년에 발표하였다.

## 같이 보기
- 하버법
- 페로브스카이트 태양 전지